# Pouteria macrocarpa
Pouteria macrocarpa là một loài thực vật thuộc họ Sapotaceae. Loài này có ở Brasil, Colombia, và Costa Rica.